# Euphrosine Aue
Euphrosyne Aue (auch Euphrosine Aue; * 3. November 1677 in Kolberg; † 15. Juni 1715 ebenda) war eine deutsche Schriftstellerin des 17. Jahrhunderts und bekannt für ihre Gelegenheitsgedichte auf Deutsch und Lateinisch.

## Leben und Familie
Euphrosine Aue wurde am 3. November 1677 in Kolberg in Hinterpommern als Tochter von Johann Aue und Euphrosine Ursinin geboren. Ihr Vater war Stadtphysikus sowie Ratskämmerer in Kolberg und unterrichtete Euphrosine bis zu ihrem zehnten Lebensjahr in der altgriechischen, der lateinischen sowie der französischen Sprache. Die nächsten sechs Jahre lang erhielt Euphrosine von zwei Lehrern der öffentlichen Schule zu Kolberg Privatunterricht in den schönen Wissenschaften.
Im Jahr 1693 reiste Euphrosine dann zu ihrem Onkel, Gottfried Aue, nach Stargard. Ihr Onkel war dort Prediger an der Augustinerkirche sowie Subrektor des Gröningsches Collegii. Während er selbst Euphrosine in der Rede- und Dichtkunst unterrichtete, unterwies der damalige Rektor des Collegii sie in den philosophischen und historischen Wissenschaften. Als Gottfried Aue nach Kolberg zog, kehrte auch Euphrosine wieder in ihr Elternhaus zurück, nahm aber noch immer Unterricht bei ihrem Onkel. Zu diesem Zeitpunkt waren Euphrosines sprachliche Kenntnisse so gut, dass sie sowohl auf Lateinisch als auch auf Französisch einen gelehrten Briefwechsel führen konnte.
Im Alter von 25 Jahren wurde Euphrosine 1702 mit Carl Christoph Fritz, einem königlich preußischen Hauptmann, verheiratet. Nachdem dieser 1707 verstorben war, heiratete sie zwei Jahre später den Kaufmann Martin Henneken. In ihrer ersten Ehe brachte Euphrosine ein Kind zur Welt, das allerdings noch im Säuglingsalter verstarb. Die zweite Ehe blieb gänzlich kinderlos. Mit 38 Jahren verstarb Euphrosine am 15. Juni 1715 in Kolberg.

## Werk

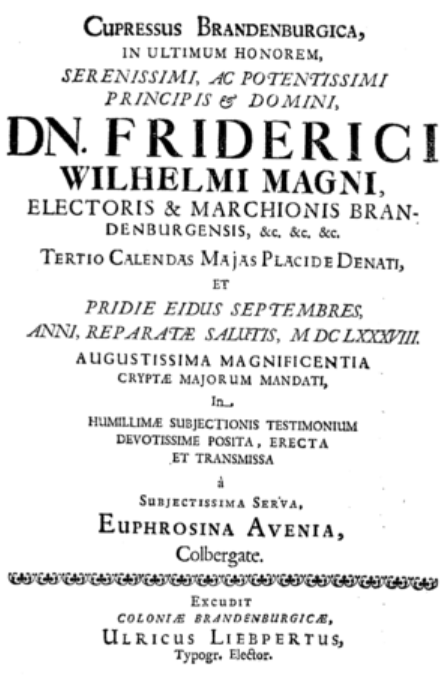
Titelblatt des Totengedichts auf den Kurfürsten von Brandenburg von Euphrosine Aue (1688)

Euphrosine Aue zeigte schon früh eine große Leidenschaft und Begabung für die Dichtkunst. So verfasste sie bereits im Alter von elf Jahren ein lateinisches Trauergedicht auf den Kurfürsten von Brandenburg Friedrich Wilhelm. Auf dessen Nachfolger Friederich III. verfasste sie dann im Alter von dreizehn Jahren ein lateinisches Panegyricus. Dieses soll dem Kurfürsten und späteren König in Preußen so gut gefallen haben, dass er Euphrosine als Dank dafür eine goldene Medaille geschenkt haben soll.
Neben diesen beiden Gedichten nennen ältere Quellen eine ganze Reihe weiterer Gelegenheitsgedichte. Demnach soll Euphrosine Aue unter anderem Panegyrici auf die Ankunft des Kurfürsten Friedrich III. mit seiner Gemahlin in Colberg (1650) sowie Epithalamia auf die Hochzeit ihres Onkels Gottfried Aue mit Louysa Sophia Heilerin (1698) und auf die Vermählung H. Friedrichs, Landgrafens zu Hessen, mit der Kurprinzessin von Brandenburg, Louysa Dorothea Sophia (1700) verfasst haben.
Weiter verfasste sie auch Epicedia, wie beispielsweise auf den Tod von Maria Liebeherrin (1692), auf den Tod des Pfarrers Georg Wends (1695) sowie eben auch auf den Kurfürsten Friedrich Wilhelm (1688).
Erhaltene Werke
Von diesen erwähnten Gedichten von Euphrosine Aue ist heute nur noch eines als Monographie katalogisch ermittelbar und zwar das lateinische Totengedicht auf den Kurfürsten von Brandenburg Friedrich Wilhelm.
Das Epicedium ist mit Elegia betitelt und besteht aus 34 Distichen. Es endet sodann mit dem Hochruf „vivat!“ auf dessen Sohn Friedrich III.
Viele ihrer deutschen und lateinischen Gedichte sind gedruckt veröffentlicht worden, die Zusammenstellung von Johann Carl Conrad Oelrichs führt 14 gedruckte Gedichte auf.